# Rapporto Stroop

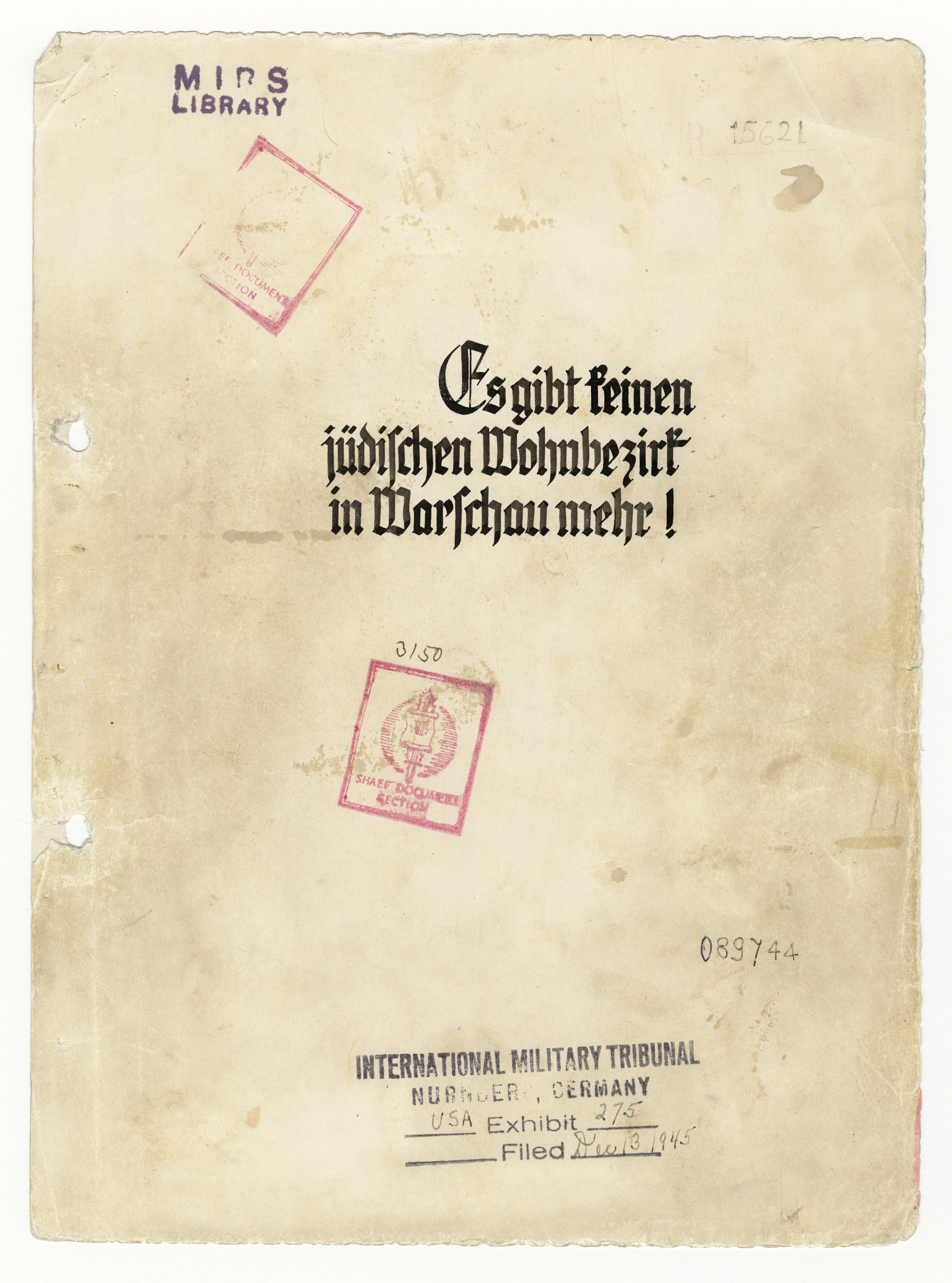
La copertina della "copia americana" di The Stroop Report con i timbri del Tribunale Militare Internazionale di Norimberga.

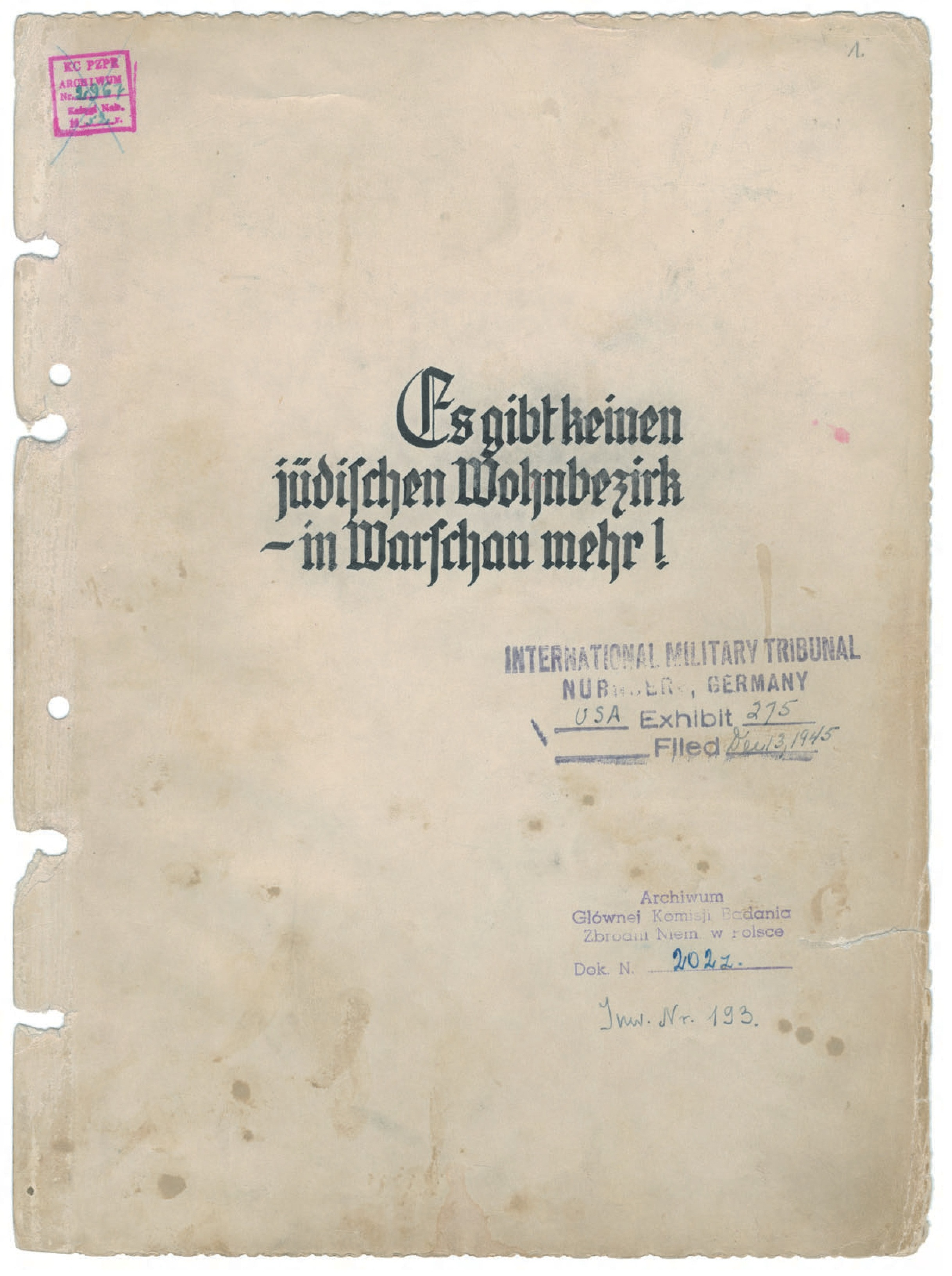
La seconda copia del Rapporto Stroop dell'Istituto della memoria nazionale in Polonia.

Il Rapporto Stroop è un rapporto ufficiale preparato dal generale Jürgen Stroop per il capo delle SS Heinrich Himmler, che racconta la soppressione tedesca della rivolta del ghetto di Varsavia e la successiva liquidazione del ghetto nella primavera del 1943. Originariamente intitolato Il quartiere ebraico di Varsavia non c'è più! (in tedesco Es gibt keinen jüdischen Wohnbezirk in Warschau mehr!), è stato pubblicato negli anni '60.

## Storia
Il rapporto è stato commissionato da Friedrich-Wilhelm Krüger, capo delle SS e della polizia di Cracovia ed era inteso come un album ricordo per Heinrich Himmler. È stato preparato in tre distinte copie rilegate in pelle per Himmler, Friedrich-Wilhelm Krüger e Jürgen Stroop. Una copia non rilegata del rapporto è rimasta a Varsavia, presso il capo di stato maggiore Max Jesuiter. Secondo una dichiarazione rilasciata nel 1945 dall'aiutante di Stroop alle autorità statunitensi a Wiesbaden, Karl Kaleske, ordinò che la copia del rapporto di Stroop fosse bruciata con altri documenti segreti a Burg Kranzberg.
Dopo la guerra furono scoperte solo due delle quattro copie. La copia di Himmler andò al Seventh Army Intelligence Center (SAIC) e al Jesuiter's to Military Intelligence Research Section (MIRS) a Londra. Diverse fonti hanno affermato che anche il Bundesarchiv tedesco ne aveva una copia a Coblenza. Ma, in risposta alle richieste di Richard Raskin, il Bundesarchiv ha dichiarato che la terza copia del rapporto non era mai stata in loro possesso.
Le due copie conosciute, in possesso degli Alleati, furono presentate come prove al Tribunale Militare Internazionale di Norimberga, condividendo il documento numero 1061-PS, e utilizzate nel processo come "US Exhibit 275". Il rapporto è stato mostrato per la prima volta dal procuratore capo degli Stati Uniti Robert H. Jackson per i giudici durante il suo discorso di apertura. Il procuratore aggiunto che si occupava della persecuzione degli ebrei lo definì «il più bell'esempio di artigianato tedesco, ornato, rilegato in pelle, riccamente illustrato, dattiloscritto su carta pesante. Generale di Polizia Stroop». Entrambe le copie furono usate anche a Norimberga nel processo del 1947 a Oswald Pohl, come "Exhibit 503".
Il 10 giugno 1948, la copia Himmler/SAIC del rapporto Stroop e del rapporto Katzmann furono consegnate da Fred Niebergal, capo dell'ufficio del capo del consiglio per i crimini di guerra, a Bernard Acht, capo della missione militare polacca a Norimberga. Fu utilizzato nel processo di Stroop presso il tribunale distrettuale penale di Varsavia nel luglio 1951, e successivamente trasferito nell'archivio KC PZPR.
Nel 1952 fu trasferito all'archivio Główna Komisja Badania Zbrodni Hitlerowskich w Polsce (Commissione principale per le indagini sui crimini nazisti in Polonia) e successivamente al suo successore, l'Istituto della memoria nazionale (polacco: Instytut Pamięci Narodowejo IPN), dove rimane. Nel 1948 la copia del rapporto Jesuiter/MIRS andò agli Archivi Nazionali (NARA) a Washington, dove continua a essere conservata.
Nel 2017, il Rapporto Stroop è stato presentato dalla Polonia e incluso nel Registro della memoria del mondo dell'UNESCO.

## Contenuti

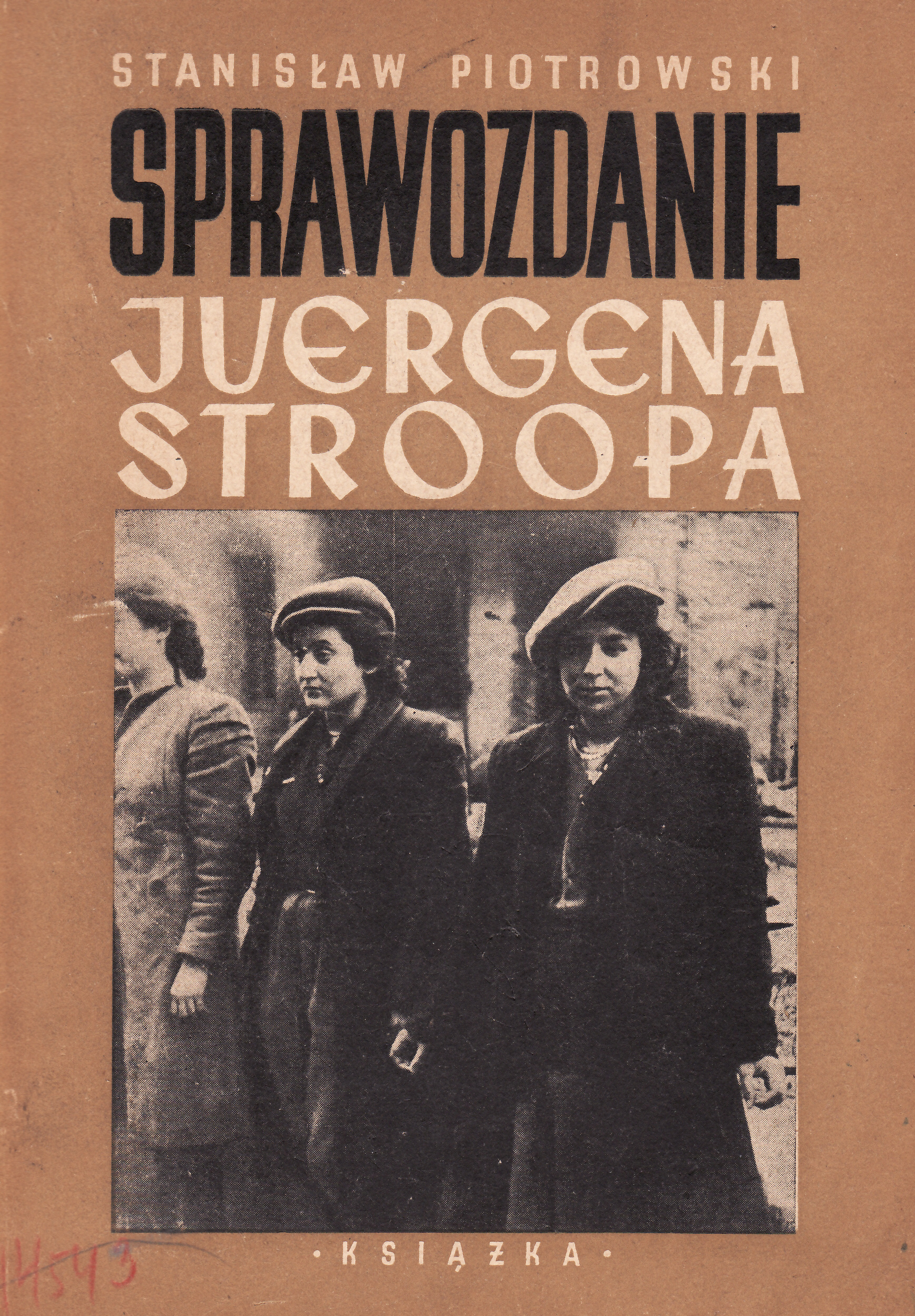
Prima edizione in libro del Rapporto Stroop del 1948 di Stanisław Piotrowski con la foto di tre donne combattenti HeHalutz.

Il Rapporto è un documento dattiloscritto di 125 pagine, rilegato in pelle martellata nera, con 53 fotografie. Consisteva nelle seguenti sezioni:
- Riepilogo, con
  - frontespizio
  - elenco di soldati e/o polizia uccisi e feriti
  - elenco delle unità combattenti coinvolte
  - introduzione, firmata da Jürgen Stroop nella copia IPN
- Raccolta di 31 rapporti giornalieri (tedesco: Tägliche Meldungen), inviati dal capo di stato maggiore di Stroop, Max Jesuiter, al capo della polizia delle SS East Friedrich-Wilhelm Krüger. I rapporti coprono il periodo dal 20 aprile al 16 maggio 1943, più un rapporto dal 24 maggio 1943, e tutti sono stati firmati da Jesuiter.
- Serie di 53 fotografie accompagnate da didascalie scritte a mano in tedesco in caratteri Sütterlin.
- Il rapporto NARA ha anche una quarta sezione con statistiche su perdite umane, tipi di armi recuperate e quantità di denaro e oggetti di valore sottratti agli ebrei.[2]

Le copie presentano leggere discrepanze sia nell'impaginazione testuale che grafica e nelle fotografie che contengono.

## Fotografie dal Rapporto Stroop
La copia IPN del rapporto ha 53 fotografie su 49 pagine, mentre la copia NARA ha lo stesso numero di fotografie su 52 pagine. 37 fotografie appaiono in entrambe le copie, anche se non sempre con le stesse dimensioni, ritaglio o ordine e occasionalmente con didascalie diverse. Sedici scatti in ogni copia sono diversi, anche se spesso molto simili, in quanto raffigurano gli stessi eventi. Complessivamente, in entrambe le versioni del rapporto, ci sono 69 fotografie uniche.
L'identità dei fotografi che hanno accompagnato il quartier generale di Stroop durante l'operazione è sconosciuta. Franz Konrad ha confessato di aver scattato alcune delle fotografie; il resto è stato probabilmente scattato da fotografi di Propaganda Kompanie nr 689. Oltre alle fotografie trovate nei rapporti, c'erano circa 45 fotografie aggiuntive che non sono state incluse. Secondo Yad Vashem, questi furono trovati in possesso di Stroop quando fu catturato dagli americani dopo la guerra. Alcune di quelle fotografie erano strettamente correlate a quelle utilizzate nel rapporto, poiché raffiguravano gli stessi eventi. Molte di queste fotografie aggiuntive sono descritte in altre fonti attendibili come provenienti dal Rapporto Stroop, anche se non compaiono in nessuna delle copie sopravvissute.
Le fotografie di alta qualità scattate per Stroop costituiscono una documentazione unica della fase finale della liquidazione del ghetto di Varsavia. Al fotografo è stato consentito l'accesso alla cerchia ristretta di Stroop, per accompagnare le squadre che hanno partecipato alla liquidazione del ghetto e per avvicinarsi alle aree di combattimento. A parte una dozzina di fotografie spontanee scattate dal vigile del fuoco polacco Leszek Grzywaczewski, queste sono le uniche fotografie della rivolta del ghetto scattate all'interno del ghetto di Varsavia. Alcune di loro sono diventate le immagini meglio note della seconda guerra mondiale e della Shoah.
Le didascalie fotografiche nel Rapporto sono spesso altamente razziste e contengono pochi fatti sul loro contenuto: esprimono la mentalità degli autori del rapporto; molti dei luoghi, delle persone e degli eventi descritti sono stati identificati solo dopo la pubblicazione del rapporto.